# シリア

シリア・アラブ共和国
اَلْجُمْهُورِيَّةُ ٱلْعَرَبِيَّةُ ٱلسُّورِيَّة

国の標語：なし
国歌：栄光を求めて(事実上)

2024年12月8日のアサド政権崩壊に伴い、正式政府への移行中ですが、前政権時代の情報が入り混じっています。外務省HPなどの有力な情報にも留意してください。

シリア・アラブ共和国（シリア・アラブきょうわこく、アラビア語: الجمهورية العربية السورية）、通称シリアは、西アジアに位置する共和制国家。北にトルコ、東にイラク、南にヨルダン、西にレバノン、南西にイスラエルと国境を接し、北西は東地中海に面する。首都はダマスカスで、古くから交通や文化の要衝として栄えた。「シリア」という言葉は、国境を持つ国家ではなく、周辺のレバノンやパレスチナを含めた地域（歴史的シリア、大シリア、ローマ帝国のシリア属州）を指すこともある。

## 概要
東西交通の十字路に当たるため、古代からヒッタイト、アケメネス朝、マケドニアなどの支配を受けた。7世紀に興ったウマイヤ朝がダマスカスに都を置くと、イスラム文化の中心地として栄えたが（661年 - 750年）、続くアッバース朝が都をバグダードに移すと、その役割は薄れた。16世紀以降はオスマン帝国の領土となる。20世紀初頭にフランスの植民地になり、1946年に独立した。
1963年に社会主義路線のバアス党が政権を奪い、1970年に同党の軍部クーデターによりハーフィズ・アサドが政権を掌握し、軍と秘密警察を後ろ盾としたバアス党独裁体制が築かれた。2000年のハーフィズ死去後もその独裁体制は息子バッシャール・アル＝アサドに世襲された。父子二代の半世紀にわたって独裁体制を維持できたのは、汎イスラム主義と他信仰に寛容な世俗主義という相反するイズムの使い分けによるとされる。ただし、政権批判や反政府活動に対しては容赦ない弾圧を加え、英国のエコノミスト誌傘下の研究所エコノミスト・インテリジェンス・ユニットによる民主主義指数は、下から4番目の世界164位で「独裁政治体制」に分類されていた（2019年度）。国境なき記者団による世界報道自由度ランキングも下から7番目の174位と下位で最も深刻な国の一つに分類されていた（2020年度）。
アラブの春をきっかけにアサド政権の強権的支配への反発が強まり、これを激しく弾圧したことにより、2011年からシリア内戦が発生。
アサド政権はロシアやイラン、レバノンで活動するシーア派原理主義の武装組織「ヒズボラ」など反米・反イスラエル勢力の支援を受け、また2013年以降少なくとも106回の化学兵器攻撃を行うなどして内戦で優位に立ち、政権の延命を図ったが、やがて後ろ盾のロシアとイランが弱体化したことで、2024年12月8日に至って反体制派が首都ダマスカスを陥落させ、バシャール・アサドは首都から逃亡、アサド政権は崩壊した。「アサド王朝」とも称されたアサド家2代53年にわたる統治は終焉を迎えた。その後反体制派を中心とする暫定政府が組織され、2025年3月29日にはシリア移行政府が発足している。
経済面では、国の歳入は、東部で産出される石油が1位だが、産出量・埋蔵量とも少ないため、枯渇が深刻化している。ただし、綿花、小麦、オリーブ栽培といった農業の他、繊維、食品加工、セメントなどの工業も見られ、中東諸国に顕著な石油依存のモノカルチャー経済というわけではない。
面積は約18万5000平方キロメートル。人口は約2000万人で、9割をシリア系アラブ人が占める。イラン語系のクルド人や印欧語系のアルメニア人他も存在する多民族国家である。公用語はアラビア語。アラブ系国民の9割近くをイスラム教スンナ派が占めており、暫定政府・移行政府もスンナ派が主導する形となっている。一方で長年大統領を務めていたアサド父子はアラウィー派（シーア派の一派とされる）であり、多くの要人がアラウィー派であった。ギリシア正教（アンティオキア総主教庁）やアルメニア使徒教会、シリア正教会など東方教会系のキリスト教徒も1割ほどいる。

## 国名
正式名称は、アラビア語でالجُمهُورِيّةُ العَرَبِيّةُ السُّورِيَّةُ（翻字: al-Jumhūrīya al-ʿArabīya  al-Sūrīya, アル＝ジュンフーリーヤ・アル＝アラビーヤ・アッ＝スーリーヤ, 実際の発音：アル＝ジュンフーリーヤ(トゥ)・ル＝アラビーヤ(トゥ)・ッ＝スーリーヤ）で通称は سُورِيَا（Sūriyā, スーリヤー）。
公式の英語表記は Syrian Arab Republic（シリアン・アラブ・リパブリック）で、通称 Syria（シリア）。
日本語の表記はシリア・アラブ共和国。通称シリア。
「シリア」の語源は不明だが、アッシリアの転訛とする説、セレウコス朝の転訛とする説などがある。
- 国名の変遷
  - 1930年 - 1958年:シリア共和国
  - 1958年 - 1961年:アラブ連合共和国（エジプトと合併）
  - 1961年 - 現在:シリア・アラブ共和国

## 歴史

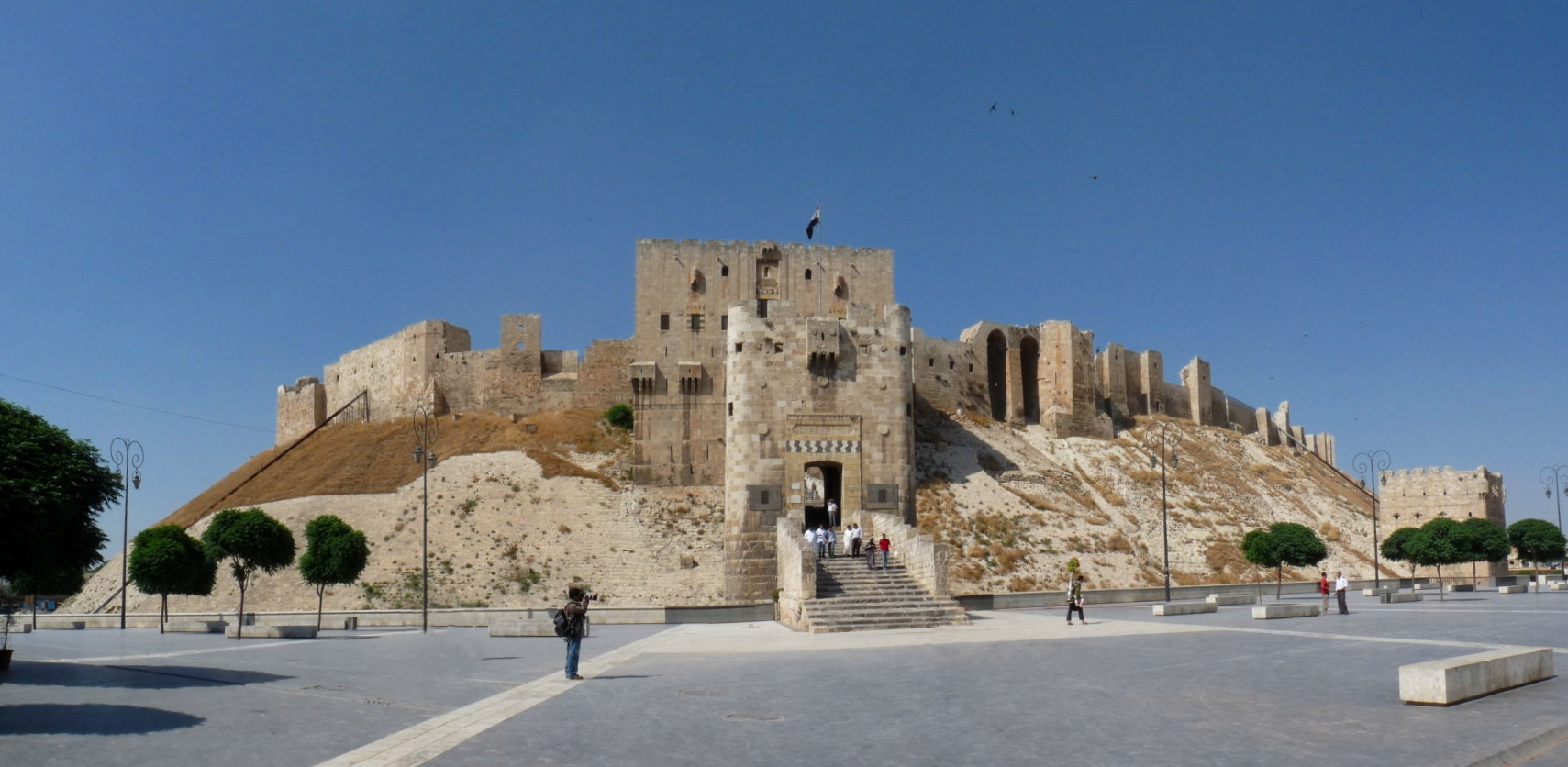
紀元前10世紀の建築を原型とするアレッポ城

### アケメネス朝
- アケメネス朝ペルシアが古代オリエントを統一。

### セレウコス朝
- 紀元前305年 - マケドニアのセレウコス将軍が王号を名乗る。首都はアンティオキア（現在のトルコ領アンタキヤ）。
- 紀元前304年 - インド領からの撤退が始まる。
- 紀元前301年 - シリア地方獲得。
- 紀元前274年 - ガリア人侵入を撃退。
- 紀元前274年〜紀元前168年 - コイレ・シリアをめぐるセレウコス朝シリアとプトレマイオス朝エジプトのシリア戦争。
- 紀元前130年 - パルティア軍に敗北。全東方領土を喪失。

### ローマ帝国
- 紀元前64年 - ローマ軍首都制圧。シリア属州として併合され、セレウコス朝滅亡。

### イスラム帝国
661年、ムアーウィヤがカリフとなりウマイヤ朝創設。ダマスカスを首都と定める。750年にウマイヤ朝が倒れると次いでアッバース朝の支配下となるが、アッバース朝が衰退するにつれ、地方政権が割拠するようになる。10世紀には東ローマ帝国が一時北シリアを奪還した。

### セルジューク朝
ファーティマ朝の支配下にあったシリアをセルジューク朝が攻略。シリア・セルジューク朝（1085年 - 1117年）。

### 十字軍国家

1135年のシリア地方

1098年、第1回十字軍がセルジューク朝の支配下にあったシリア北西部のアンティオキアを攻略（アンティオキア攻囲戦）。地中海沿岸部を中心に、アンティオキア公国をはじめとする十字軍国家が成立する。アンティオキア公国は1268年にマムルーク朝に滅ぼされるまでイスラム諸勢力と併存した。

### アイユーブ朝
1171年、サラーフッディーン（サラディン）がアイユーブ朝を建国。

### モンゴル帝国
- モンゴル帝国、イルハン朝。

### オスマン帝国
- 15世紀ごろ - オスマン帝国の支配下に置かれる（ダマスカス・エヤレト（英語版））。
- アラブ反乱（1916年 - 1918年）

### OETA
- 1917年 - オスマン帝国が占領されen:Occupied Enemy Territory Administration（1917年 - 1920年）が成立。

### 独立・シリア王国
- 1920年3月8日 - シリア・アラブ王国により独立し、ファイサル1世が初代国王として即位。
- 1920年7月24日 - フランス・シリア戦争（英語版）でフランスが占領。

### フランス委任統治領シリア

フランス委任統治領シリア

- 1920年8月10日 - セーヴル条約によりフランスの委任統治領（1920年 - 1946年）となる。
- 1920年9月1日 - ダマスカス国（英語版）（ジャバル・ドゥルーズ地区（英語版）を含む）、アレッポ国（アレキサンドレッタ地区（英語版）を含む）、大レバノンに分離・分割。
- 1920年9月2日 - アラウィー自治地区（英語版）を分離・分割。
- 1921年5月1日 - ジャバル・ドゥルーズ地区（英語版）を分離・分割。
- 1921年10月20日 - アンカラ条約によりアレキサンドレッタ地区（英語版）が成立。
- 1936年9月 - フランス・シリア独立条約（英語版）交渉でフランスが批准を拒否。
- 1938年9月7日 - ハタイ国（1938年 - 1939年、現トルコ共和国ハタイ県）

### 独立・シリア共和国
- 1946年 - シリア第一共和国としてフランスより独立[18]。同年、自治権を求めるアラウィー派の反乱が起きるが、政府により鎮圧。
- 1949年 - 1949年3月クーデター（英語版）によりフスニー・アッ＝ザイームが政権を握るが、同年8月に打倒されハーシム・アル＝アターシーの挙国一致政権が成立する。
- 1951年 - 12月にアディーブ・アル＝シーシャクリーによるクーデターが発生し、軍事独裁政権が成立する。
- 1952年 - 再度、自治権を求めるアラウィー派の反乱が起きるが、政府により鎮圧。同年、シーシャクリー政権は全政党を禁止する。
- 1954年 - ドゥルーズ派による反乱が起きるが、政府により鎮圧。同年、1954年クーデター（英語版）により、シーシャクリー政権が打倒される。
- 1957年 - ソ連との間に経済技術援助協定が締結される。

### アラブ連合共和国
- 1958年 - 2月にエジプトと連合、「アラブ連合共和国」成立（首都：カイロ）。同年3月、北イエメンが連合国家に合流。
- 1959年 - エジプトによって全政党が解党され翼賛政党へ加入。

### 独立・シリア・アラブ共和国
- 1961年 - 9月に陸軍将校団によるクーデターが発生し、エジプトとの連合が解消され、シリア・アラブ共和国として再独立。

### バアス党政権樹立
- 1963年 - 3月8日革命によりバアス党が政権を獲得。
- 1964年 - ハマー動乱 (1964年)（英語版）、同年、元大統領のシーシャクリーが亡命先においてドゥルーズ派の青年に暗殺される。
- 1966年 - 1966年クーデターが起き、バアス党の若手幹部によって古参幹部が追放され、バアス党組織はシリア派とイラク派に分裂。
- 1967年 - 第3次中東戦争、ゴラン高原を失う。

#### ハーフィズ・アル＝アサド政権
- 1970年 - バアス党で急進派と穏健・現実主義派が対立、ハーフィズ・アル＝アサドをリーダーとした穏健・現実主義派がクーデター（矯正運動）で実権を握る。
- 1971年 - ハーフィズ・アル＝アサド、大統領に選出。
- 1973年 - 第四次中東戦争。
- 1976年 - レバノンへの駐留開始（レバノン内戦）。
- 1980年 - ソビエト・シリア友好協力条約締結。
- 1981年、ハマー虐殺 (1981年)（英語版）。
- 1982年、ハマー虐殺。
- 2000年 - ハーフィズ・アル＝アサド大統領死去。息子のバッシャール・アル＝アサドが大統領就任。

#### バッシャール・アル＝アサド政権

##### ダマスカスの春
バッシャール・アル＝アサドは、父ハーフェズ・アル＝アサドの急死を受けて、2000年に大統領に就任し、その独裁権力を世襲した。
バッシャールは大統領就任当初には、民主化も含む政治改革を訴えて、腐敗官僚の一掃、政治犯釈放、言論弾圧の緩和、欧米との関係改善などを行い、それが「ダマスカスの春」と呼ばれるなど、初期には改革者として期待する声も少なくなかった。
しかし徐々に強権的な独裁政治が目立つようになり、情報機関が全国を監視しているシリアにおいて、体制批判に対しては拷問も含めた抑圧姿勢で臨むようになった。特に2011年に中東の民主化運動「アラブの春」がシリアに波及すると、反体制派を「テロリスト」と断じ、徹底的な弾圧を指示し、市民に化学兵器を使用するなど強権的な姿勢が更に顕著になった。
- 2005年 - レバノンよりシリア軍撤退。
- 2007年 - バッシャール・アル＝アサド、大統領信任投票で99%の得票率で再選、2期目就任。
- 2008年 - 隣国レバノンとの間に正式な外交関係樹立。大使館設置で合意。

##### シリア内戦

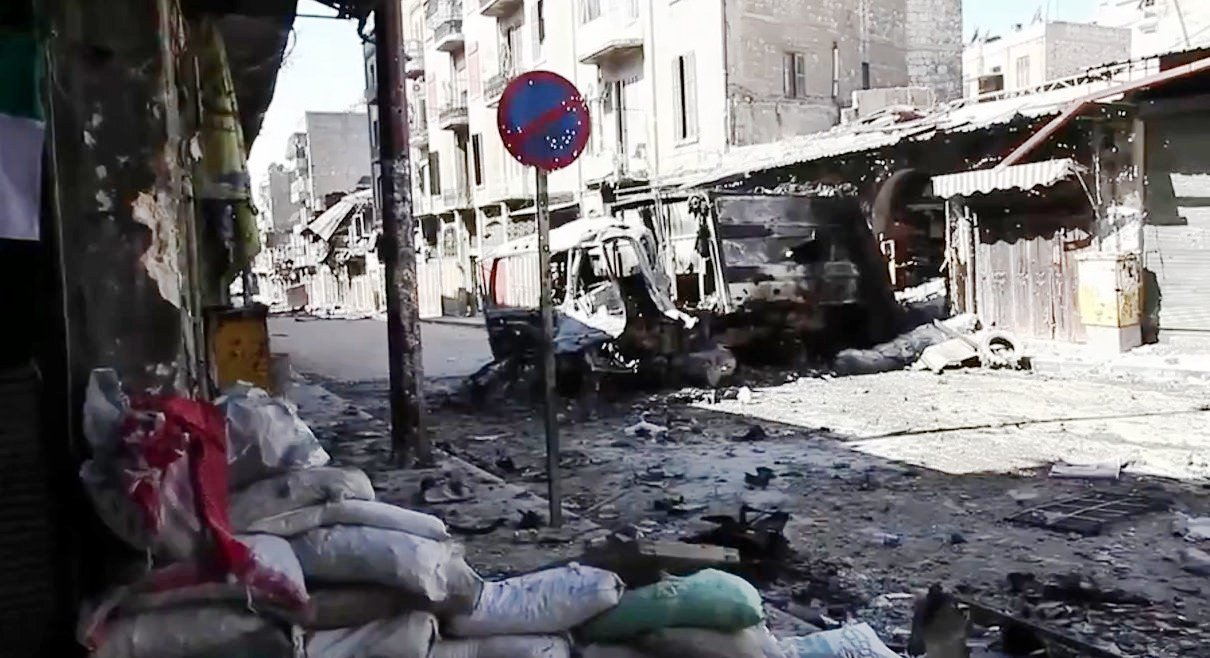
戦闘で破壊された車両（アレッポ、2012年）

シリアの勢力図(随時更新)

ほぼ3分割されたシリアの勢力図、桃色＝政府軍、黄色＝クルド人勢力、緑＝その他の反政府勢力

- 2011年 - アラブの春に触発された騒乱が発生、シリア内戦（1月26日）に発展。

2011年の反政府勢力としては、「シリア国民評議会」（SNC）、「民主的変革のための全国調整委員会」（NCC）の2つの全国組織が結成されている。反体制派の「自由将校団運動」(Free Officers Movement) のニックネームを持ちトルコ政府が支援している「自由シリア軍」（FSA）というイスラム過激派武装組織も作られている。さらに、地方でも中央組織に加わっていない組織が作られている。2012年11月にはこれらを統合するシリア国民連合が結成され、政権側との対立が続いている。
2012年の反体制武装勢力の大攻勢により、北部の最重要都市アレッポが孤立し、首都ダマスカスの中心部でも激しい戦闘が発生して、自爆攻撃により国防相や治安機関幹部などの政府要人が殺害されるなど、戦局が悪化。兵士の集団離脱まで発生し、一時は体制崩壊間近との観測も流れた。シリア政府軍は同国西部地域が危殆に瀕する情勢に際し、ハサカ・デリゾール・ラッカ県など、同国東部地域に展開する戦力の大部分を西部へ転進させるのみならず、内戦開始後も依然として控置されていた虎の子の対イスラエル戦備をも大規模に抽出転用するなど、西部地域に兵力を集中させて防衛に尽力、2012年後半の苦境を瀬戸際で乗り切り、2013年3月初旬には反体制派支配地域に孤立していたアレッポへの補給路を啓開した。しかし、対照的に防備が薄弱となった東部地域はそのほとんどが反体制武装勢力に制圧され、アレッポへの補給路啓開と機を同じくする3月初旬、ラッカ市が反体制武装勢力に制圧され、内戦開始後初の県都陥落となった。
一方、ロシアやイランを筆頭とする同盟国は、シリア政府を支えるため軍事援助を継続したほか、ヒズボラをはじめとしたシーア派武装勢力による政府軍への直接支援が開始され、2013年春以降、政府軍は西部地域における勢力基盤確立と反体制武装勢力の封じ込めを企図し、戦局を巻き返すため攻勢に転移した。同年4月上旬に始まった作戦により政府軍は首都ダマスカス周辺の反体制武装勢力支配地区を削縮し、同月中にはこれらを包囲することに成功した。そして、5月には同国中部における反体制派の補給拠点であったクサイルを奪還。さらにホムス県最西部を制圧し、ホムス県北部に盤踞する反体制武装勢力の根拠地を包囲するなど政府軍が攻勢を強めるなか、8月に何者かによって首都ダマスカス郊外で化学兵器が使用された。一時は米仏を中心にシリアへの空爆が検討されたが、シリア政府が化学兵器禁止条約に加入し、該当兵器の全廃を確約したため、空爆は回避された。
政府軍は同年3月にアレッポ市への補給路啓開に成功していたが、本兵站線は依然脆弱な状態が続いていた。ダマスカス近郊における化学兵器使用事件直後の8月下旬、アレッポ県にて反体制武装勢力の攻勢が開始され、アレッポ市への補給路は再び遮断されるに至った。この攻勢は翌9月中旬まで続き、サフィーラ市近郊の政府軍重要拠点も反体制武装勢力に包囲された。しかし、アレッポ市周辺における反体制武装勢力の活発な軍事行動は政府軍の苛烈な反応を惹起することになった。空爆の危機を回避した政府軍は、北部における抗戦基盤強化に向け、アレッポ市への補給路再打通を企図する攻勢を10月1日付で発動した。2か月間にわたった本攻勢によって政府軍はアレッポ市への補給路打通と政府軍重要拠点解囲を達成したのみならず、サフィーラ市攻略とアレッポ国際空港周辺の脅威排除にも成功した。続いて、2013年末ごろからはレバノン国境地帯で政府軍による大攻勢が始まり、翌2014年の4月末日までに要域をほぼ奪還した。また5月9日には停戦交渉に基づき、政権側による厳しい包囲下に置かれていたホムス旧市街から反体制武装勢力が撤退した。これによってシリア政府は、反体制派によって革命の首都と呼ばれていたホムス市における統制を完全に回復した。さらに同年8月、政府軍は首都ダマスカスとダマスカス国際空港を結ぶ交通幹線を扼す要衝であり、依然反体制武装勢力の勢力下にあったムライハを力攻し、これを制圧した。
2013年の政府軍の大攻勢に対して反体制派各派は内紛によって有効な手段を講ずることができず、このことも政府軍の軍事的成功の一助となった。特に反体制派の一角を占めていたクルド人勢力とイスラーム主義勢力が鋭く対立したため、クルド人勢力は北部においてトルコやイラクのクルド人民兵などの支援を受けて支配地域を確立すると急速に中立化した。ロジャヴァ・クルド人自治区を創設し、事実上の自治権を獲得すると、シリア政府もこれを黙認する姿勢をとり、クルド人勢力と政府側との対立は沈静化した。
しかし、2014年夏以降、それまでの反体制武装勢力が内紛によって衰退すると、イスラム過激派のISIL（イラクとレバントのイスラム国）が反体制運動の中心に躍り出た。サウジアラビアを中心としたスンナ派湾岸諸国の富裕層の資金が流入しているとされる豊富な資金力や、それまで体制転換を目指した国々によって反政府武装勢力に提供されてきた武器・兵器をもとに力をつけたISILによる攻勢が続いた。特に東部のラッカ県やデリゾール県などでは、政府軍の残余部隊や自由シリア軍およびヌスラ戦線などが駆逐され、ISILによる非常に残忍で冷酷な方法による独自の支配権が築かれた。2014年9月にはISILに対する米軍をはじめとした国際社会の有志連合による空爆も開始し、2015年には当初限定されたイラク領内だけではなく、シリア領内においても空爆を行うようになった。その結果、政府軍対反体制武装勢力という従来の内戦の様相は、西側有志連合・ISIL・政府軍・クルド民兵・アルカーイダ系武装勢力（アル＝ヌスラ戦線など）・その他のイスラム主義武装集団（イスラーム戦線など）が角逐するという複雑な構造へ変化しつつあり、もはや内戦は終わりの見えない泥沼状態となった。当初の反体制勢力であった民主化を求めていた市民のデモ隊やシリア国民連合はほとんど力を失った。2015年春にはISILはパルミラ遺跡やダマスカス近郊まで支配権を確立し、支配領土を拡張しつつある。
これに対し、シリア北部においては、アル＝ヌスラ戦線などを中心とするアルカーイダ系武装勢力が反政府勢力内の世俗主義勢力との内紛に勝利したのち、政府軍への攻勢を強めた。ヌスラ戦線とその同盟勢力は、2014年8月から9月にハマー市を指向する大攻勢を実施したが、本攻勢はハマー市近郊まで迫ったものの、政府軍の縦深によって阻まれて攻勢限界に達した。これを受けて政府軍は精鋭を投入して反攻に移り、ヌスラ戦線と同盟勢力が攻勢開始後に制圧した地域はほぼ奪還した。ヌスラ戦線は本攻勢が挫折したのち、攻略目標をイドリブ県に変更し、12月にはイドリブ県中部の政府軍大拠点の覆滅に成功した。政府軍はイドリブ県において、県都イドリブ市とハマー県西北部を結ぶ交通幹線周辺を掌握し回廊状の支配地域を形成していたが、2015年2月、アルカーイダ系武装勢力は大攻勢を実施してイドリブ市を攻略。内戦開始後2つ目となる県都陥落となった。政府軍は、イドリブ市を回復するため精鋭部隊を投入するも拠点を次々奪われ、最終的にイドリブ県西部の要衝まで喪失するなど2012年以来の大敗北を喫し、イドリブ県における支配地域をほとんど喪失した。アルカーイダ系武装勢力はイドリブ市を中心としてイドリブ県やアレッポ県西部一帯に勢力を扶植しており、当該地域を根拠とするイスラム首長国の建設を試みているとされる。
ただし、北部および東部とは対照的に、ダラア県を中心とする南部地域は2014年中においても依然として自由シリア軍を中心とする勢力が有力であった。政府軍は県都ダラア市の北半を確保していたが、東・西・南側を反体制武装勢力に制圧され半包囲の状態にあり、首都ダマスカス方面へ延びる交通幹線周辺を掌握することによって回廊を形成し、戦線を維持していた。シリア政府軍はダラア県における状況を改善すべく、同年夏ごろより県西部諸都市の攻略へ向けた作戦を発起し、劣勢を挽回しようとしたもののこれに失敗。逆に反政府武装勢力による総反攻に直面するに至った。2014年秋ごろに開始された反政府武装勢力の攻勢は、南部地域全域に及ぶ広範なもので、南部の反政府武装勢力が総力を傾けた本攻勢により、政府軍はダラア県の西部およびヨルダン国境地帯における統制を喪失。ダマスカスとクネイトラ県を結ぶ交通幹線も圧迫を受けるに至った。さらに反体制武装勢力は、残る回廊部の遮断とダラア市政府支配地区の攻略に向けた行動を強めたが、回廊部および市街は政府軍の重防御地区であったため消耗戦の様相を呈し始め、回廊遮断を目前にして反体制武装勢力は攻勢限界に達し、冬前に攻勢は収束した。南部における戦線崩壊を回避した政府軍であったが、先の攻勢によって、反体制武装勢力がダラア県西北からダマスカス郊外県西南部一角にかけて突出部を形成し、これによるダマスカスとクネイトラ県を結ぶ交通幹線の圧迫が続いていた。これを放置することはヘルモン山南麓や西ゴータ地域の反体制派支配地域への打通を許すことにもつながりかねず、さらにダマスカス南外縁の主防衛線が危機に陥る可能性も孕んでいた。状況を改善すべく、政府軍による攻勢が翌2015年1月に発起された。本攻勢は、反体制武装勢力の突出部を消滅させて脅威を排除したうえで、さらにヒズボラなどとの協力のもとに南下、一挙にダラア県西部北半における政府軍の主導権奪取を目論む乾坤一擲の作戦であった。だが、政府軍は突出部を消滅させ、クネイトラ方面への交通幹線に対する圧迫を解消するなど一定の成果を得たものの、それ以後は戦果低調であり、ヒズボラの支援を受けながらもダラア県西部への進攻は反政府武装勢力により拒止され、戦局の挽回には至らなかった。2014年後半に南部地域で実施された反体制武装勢力の攻勢は、政府軍を苦境に追い込んだものの、別の結果も生まれた。それは攻勢の規模の大きさゆえに反体制武装勢力自身の戦力をも激しく耗弱・疲弊させたことであった。このことは結果的に南部の反体制武装勢力内におけるアルカーイダ系武装勢力の存在感を高めるなど重大な影響を及ぼした。
先述のように、2014年後半以降、ISILやヌスラ戦線などイスラム過激派の勢力拡大傾向は次第に強まりを見せたが、政府軍は2013年から2014年にかけて自身が実施した大規模作戦や2014年後半の反体制武装勢力による大攻勢への対処などによって戦力を著しく損耗させており、兵力不足が以前にも増して顕在化しつつあった。このような状況下で政府軍は、国内西部の都市とそれらを結ぶ幹線の維持による持久戦の指向を示唆。2015年3月のイドリブ市陥落後、同年5月初旬の演説においてアサド大統領自身が大敗を認めたほか、7月下旬の演説においては、シリア全土に対する支配を放棄しないことが原則であると断ったうえで、すべての地域における同時勝利は不可能であることを認め、戦略上重要であり維持されるべき地域に軍部隊を集中し、一部地域を放棄せざるを得ない場合もあると述べるなど、西部地域重視の傾向はますます強まった。具体的には、戦略物資搬入の拠点であるラタキア・タルトゥース・バーニヤースなどの地中海沿岸諸都市および、国内交通の要衝であるホムスやハマー・スワイダー・サラミーヤをはじめとする政府支持基盤の盤石な都市に加えて、首都ダマスカスならびに北部最重要都市アレッポなど、西部の各主要都市の防衛と各都市間を結ぶ兵站線の保持がもっとも重視されており、政府軍はそのために戦力を傾注している。これらの都市群およびその隣接地区は、沿海部のアラウィー派をはじめ、キリスト教徒、ドゥルーズ派、イスマーイール派など、シリア・バアス党とその衛星政党の支持基盤である少数宗派の集住地であるほか、スンナ派世俗層も多い地域である。また、政府軍の方針に策応したヒズボラは、レバノン・シリア国境に広がる山岳地帯を拠点に両国をまたぐ形で活動し、ホムス・ダマスカス間の交通幹線に対する脅威となっていたISILとヌスラ戦線に対し、大規模作戦を発動して両勢力を減殺、交通幹線に対する脅威を排除した。北部ならびに東部においてISILやアルカーイダ系武装勢力が着実に地歩を固めつつあるのに対して、政府軍はレバノン国境地帯に残存する未奪還地域の統制回復に向けた行動を活発化させ、2015年秋までに所期の目的を達した。また、北部のロジャヴァ・クルド人自治区に対してはトルコ軍がPKK（クルディスタン労働者党）の過激派が潜んでいるとしてテロリスト制圧目的に軍事進攻するなど、入り乱れた模様となっている。さらに、同年9月30日よりロシア軍はシリア政府の要請を受けてシリアへの本格的な軍事介入を開始。ロシア軍の航空支援やイラン革命防衛隊の地上支援を受けた政府軍は2015年秋以降、アレッポ市郊外やラタキア県北部における攻勢を強化しており、アレッポ市郊外では2013年以来、反体制武装勢力やISILによって包囲を受けてきた航空基地や小都市の解囲作戦に成功し、反体制武装勢力の補給路を一部遮断した。政府軍はさらに、県都イドリブや孤立状態にある政府支配地区が所在し、反体制武装勢力の補給拠点が存在するイドリブ県北部を指向しており、当該地域の東西にあたるアレッポ県およびラタキア県から接近を試みている。政府軍の攻勢に対し、ISILはアレッポ市とサラミーヤ市とを結ぶ交通幹線への攻撃を強め一時的にこれを遮断した。
ロシア軍の空爆に対し、米国やフランス、トルコをはじめとしたNATO諸国、サウジアラビアやカタールなどのスンナ派湾岸諸国は、ロシア軍の空爆対象はISILやアルカーイダ系武装勢力などのイスラム過激派のみならず、西側有志連合が支援する反政府武装勢力も含まれているとして、ロシアを強く非難しているが、一方では親欧米のエジプトや従来はアサド政権と敵対していたイスラエル、キリスト教の総本山であるバチカン市国がイスラム過激派をアサド政権以上の脅威とみなし、ロシア軍の空爆を支持又は黙認している。さらに、英仏もISILに対する空爆を本格化させているなど、シリアを舞台に各国が思惑が異なる中で勢力図争いを行っており、泥沼の紛争状態が続いている。冷酷で残忍なISIL（イラクとレバントのイスラム国）支配拡張と終わりの見えない内戦は大量のシリア難民を生み、国際問題となっている。2015年7月には全人口2,200万人のうち国外への難民は400万人に達している。
さらに、2017年10月のラッカ陥落以降ISの攻勢は終焉を迎えたものの、紛争は複雑な構成となっており、2016年12月のアレッポでの戦いを制したアサド政権がロシア軍、イラン軍、ヒズボラなどの支援により一部地域を除いて国土の大半を掌握、イランとロシア、ヒズボラに支えられたシリア政府軍、英米仏を中心としたNATO軍とサウジアラビアやその同盟国（有志連合）に支えられるアルカーイダを含んだ反政府イスラム過激派、そして、イドリブのイスラム過激派の反政府武装勢力を支援してシリア北部のアフリーンに侵攻しクルド人勢力を叩くトルコ軍、アサド政権へは中立的な立場を取り、米露双方から支援を受けIS壊滅に大きく貢献し、トルコ軍や反政府軍とも戦うクルド人勢力、さらに欧米と同盟国として共同歩調を取りつつもアサド政権を支援するイランやヒズボラへ越境攻撃するイスラエル軍の5つの勢力によるプロパガンダや偽造工作などの情報戦を含んだ熾烈な争いとなっている。
2018年4月には、7年にわたり反政府イスラム過激派の大規模な拠点であったダマスカス近郊の東グータ地区を政権軍が掌握。これにより、反政府勢力はアサド政権の中枢であるダマスカス官庁街を攻撃する手立てを完全に失い、少なくともアサド政権の存続は確定的となり、7年にわたる戦争の勝利も濃厚となった。東グータ陥落の直前には「シリア政府軍による化学兵器攻撃が行われた」とする東グータで活動する反政府組織（ホワイト・ヘルメット）の主張をもとに、英米仏によるアサド政権攻撃が行われるも、NATO軍の介入を呼び込むことで逆転に懸けた反政府勢力の意図に反し、軍事作戦は懲罰の意味合い程度の単発的なミサイル攻撃に留まった。
アサド政権打倒を目指して始まったシリア内戦は、2018年4月の東グータ陥落に伴いアサド政権の存続で一つの区切りを迎えたが、イドリブを中心とした北西部に撤退して抗戦を続ける反政府勢力、北東部を中心に独自の勢力圏を維持するクルド人勢力、これら地域の奪還を目指すアサド政権、シリア東部に駐留する米軍、各勢力を支援する欧米・ロシア・トルコ・イラン・サウジアラビア、イラン牽制の独自の戦略を持つイスラエルなど、依然としてシリア国内外の勢力がそれぞれの戦略で直接・間接に軍事活動を続けているため、戦闘の主軸はシリア北部へ移動し、戦争の性質はアサド政権によるシリア再統一を目指した反政府勢力の掃討作戦へと転換したものの、戦争勃発から13年が過ぎた2024年に至るもいまだに紛争解決の目途は立っていない。
しかしながら、2023年にはアラブ連盟への復帰が認められ、アラブ諸国の一員として復活。2023年時点では紛争は完全解決には至らないものの一応は安定を見せており国外に流出した難民も帰還し、2023年の人口は2302万2427人と紛争開始前の水準を超えるまで回復した。

##### アサド政権の崩壊
2024年に入ると、アサド政権を支援するロシアやヒズボラがそれぞれウクライナ侵攻とパレスチナ・イスラエル戦争の当事者となったことから支援が手薄になった。そのタイミングに合わせ、シリア解放機構を中心とした反政府勢力が11月27日、アサド政権への大規模な攻勢を開始。北部の要衝アレッポを8年ぶりに陥落させた後、12月5日にはハマ、12月7日にはホムスを制圧した。そして12月8日、反体制派が首都ダマスカスに入城し、大統領アサドはダマスカスを脱出した。それにより、アサド政権は崩壊し、反体制派が政権を掌握した。
アサド政権崩壊後、暫定政府側勢力と旧アサド政権派などの衝突がしばしば発生している。またイスラエルは1974年の兵力引き離し協定が無効になったと主張し、ゴラン高原の非武装緩衝地域を占領した。また、シリア国内での地上作戦や空爆、一部地域の占領を行っている（2024年イスラエルのシリア侵攻）。

### 移行政府
暫定政府は2025年3月13日に暫定憲法を制定し、5年間の移行期間を定めた。これに伴い、3月29日にシリア移行政府が組織された。シリア西部では移行政府・暫定政府に反対する動きがあり、軍事衝突も発生している（シリア西部の衝突、2025年のシリア・アラウィー派の虐殺）。

## 政治

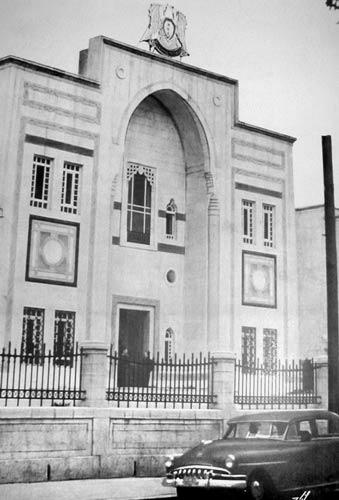
国会議事堂

シリアは共和制、大統領制をとる国家である。1963年の3月8日革命（クーデター）以降、一貫してバアス党（アラブ社会主義復興党）が政権を担っていた（バアス党政権）。
1970年にはハーフィズ・アル＝アサドがクーデタで実権を掌握。ハーフィズはイスラム教スンニ派が大半を占める同国内において、少数派のアラウィ派だったが、権力の中枢を同宗派で固めつつ、 諜報機関を使って国民を徹底監視して強固な独裁体制を築いた。1982年にはハマにおいて反体制派数万人を虐殺。2000年にハーフィズが死去し、次男のバッシャール・アル＝アサド（長男は交通事故死）が独裁権力を世襲した。形だけの選挙でアサド家父子2代は半世紀にわたって君臨した。
アサド政権期の憲法「シリア・アラブ共和国憲法」は1973年の制定当初、国家を社会主義・人民民主主義国家とし、バアス党を「国家を指導する政党」と定めていた。しかし、2011年のシリア騒乱勃発を受けて行われた2012年の憲法改正（Syrian constitutional referendum）で、これらを定めた条文はいずれも削除されている。
2011年のアラブの春で反政権デモが始まると、バッシャール・アサドがこれを徹底弾圧したことで、反体制派の諸団体との内戦を招いた。アサド政権は大量虐殺、拷問、処刑のほか、化学兵器を使った自国民攻撃もいとわず、内戦による死者は50万人を超え、2200万人だった人口のうち約6割は国内外で避難生活を送った。内戦と経済制裁で経済危機は深刻化する一方、アサド一族とその取り巻きは、麻薬の密輸を取り仕切っていたため、潤い続けたという。
しかし、アサド政権を支援するロシア・イラン・ヒズボラなどの疲弊により、2024年12月8日に反体制派が首都ダマスカスを陥落させることに成功、アサドは国外逃亡してアサド政権は崩壊した。以降は暫定政権による統治が行われ、2025年1月29日には憲法が停止され、同年3月13日には暫定憲法であるシリア・アラブ共和国憲法宣言が承認されている。3月29日には5年間の移行期間を規定されたシリア移行政府が成立している。

### 元首
国家元首である大統領は2024年12月8日のアサド政権崩壊以降は暫定政府を主導するシャーム解放機構(HTS)トップのアフマド・フサイン・アッ＝シャラアが事実上の指導者となり、2025年1月29日にHTSより暫定大統領就任が宣言された。シャラア暫定大統領は移行政府の成立後もその地位に就いている。

### 行政
首相と内閣に相当する閣僚評議会のメンバーは、大統領が任命する。
アサドが任命した最後の首相は2024年9月就任のムハンマド・ガーズィー・ジャラーリー。アサドが首都を逃れてアサド政権が崩壊した後は、ジャラーリーと反体制派の合意により、ジャラーリーが同年12月9日まで暫定的に公的機関の管理を行った。同日、暫定政府発足と同時にジャラーリーは首相を退任し、ムハンマド・アル＝バシールが暫定政府の首相を務めた。2025年3月29日に組織された移行政府においては首相職は廃止されたため、設置されていない。

### 立法
暫定憲法では国会の存在については触れられているが、未だ総選挙は行われていない。

## 軍事

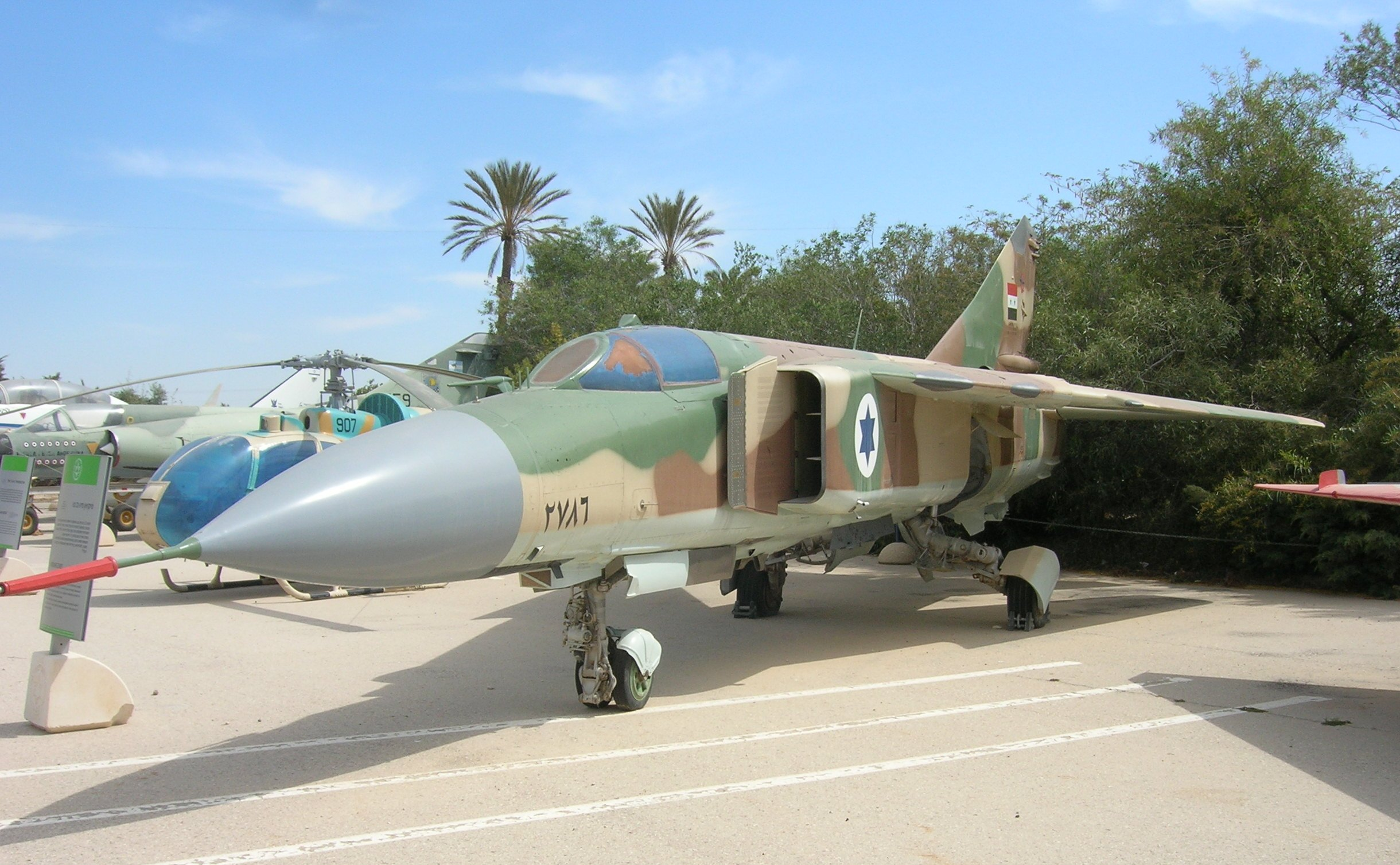
シリア空軍のMiG-23戦闘機

シリア内戦の中でシリア軍は著しく弱体化しており、アサド政権もこれを放置していた。アサド政権崩壊後、シリア国民軍をはじめとする暫定政府に参加した武装勢力は国防軍の傘下に入った。以降、国防省のもとで組織の統合が行われている。
また、タルトゥース港とフメイミム空軍基地（ラタキア）にロシア連邦軍が駐留し、同軍の地中海における拠点となっている。

## 国際関係

シリア(赤色)と国交を有する国(青色)

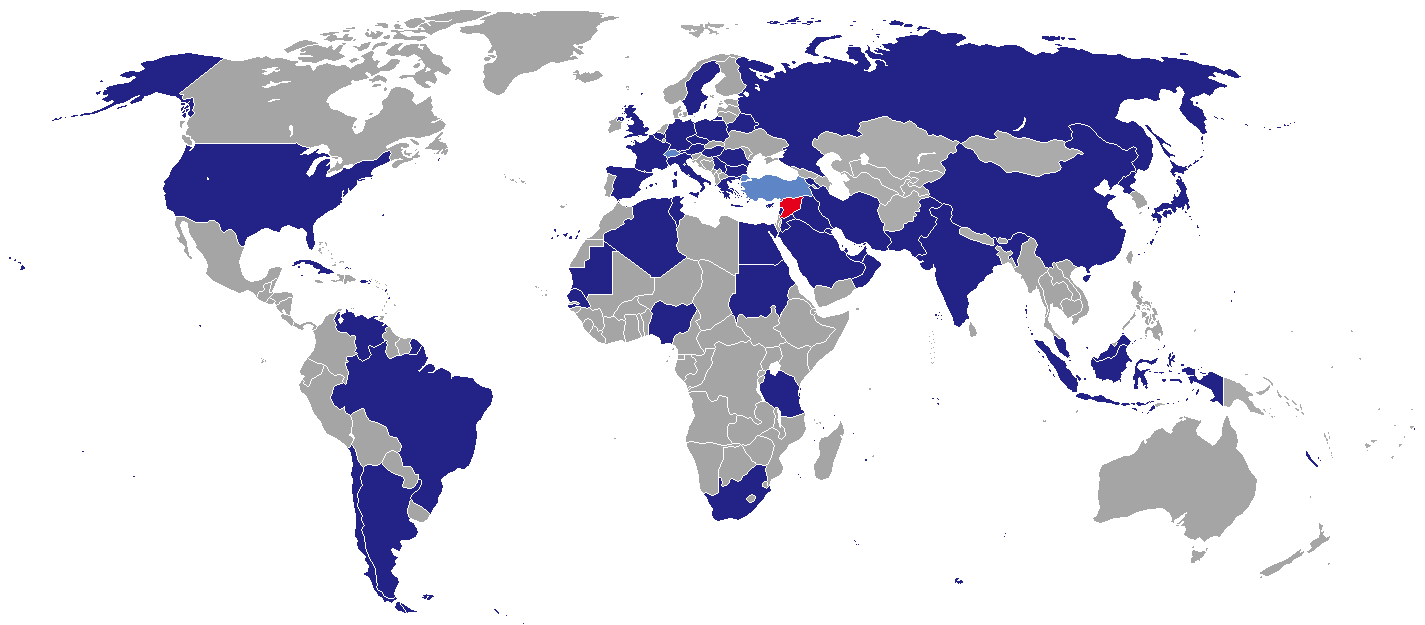
青で塗られている諸国にはシリアの外交使節が派遣されている

シリアは、歴史上の多くの局面においてトルコ、イスラエル、イラク、レバノンなどの地理的・文化的隣国との間で激しい緊張関係を経験してきた。また、サウジアラビアやカタールを中心とした湾岸地域のスンナ派アラブ諸国とは敵対関係にあり、これらの諸国は一貫してイスラム過激派を含むシリアの反政府勢力への支援を行ってきた。21世紀に入り、アサド政権は中東地域で対立関係にあった複数の国家との関係改善に成功した。しかしイラク戦争への対応はアメリカの反感を買い、2004年5月から経済制裁を受けている。

### シリア内戦における国際関係悪化とアサド政権崩壊後の情勢
2011年に「アラブの春」がシリアにも波及すると、反政府派を米国が支援し、シリア内戦に突入。その影響から多数の国との外交関係が断絶、あるいは疎遠化しており、国際社会における交流の幅が狭まっていた。
アラブ連盟（2011年）、およびイスラム協力機構（2012年）は内線への対応を理由にシリアの加盟資格を停止した。また、トルコ、カナダ、フランス、イタリア、ドイツ、アメリカ合衆国、イギリス、ベルギー、スペイン、および湾岸協力会議加盟諸国は反体制派団体のひとつであるシリア国民連合を「シリアの正統な代表組織」として政府承認しており、バアス党政権との外交関係が断絶していた。
2024年のアサド政権崩壊に際しては、多くの国は情勢を静観した。暫定政府成立後には対立関係にあった欧米諸国から経済制裁を解除する動きも起きており、情勢は大きく変化しつつある。

### イスラエルとの関係
シリアとイスラエルは1948年5月14日のイスラエル建国とその直後に起きた第一次中東戦争以来、ゴラン高原の領有権、ハマースやヒズボラなどの反イスラエル武装組織への支援、イスラエルが敵国とみなすイランへの協力、シリア自体の核兵器開発疑惑などの理由から、アサド政権と対立してきた。
両国の最大の対立要因は1967年の第三次中東戦争においてイスラエルがシリアから奪取したゴラン高原の帰属問題で、1967年以来イスラエルはゴラン高原を実効支配し、その主権を主張しているが、シリアはゴラン高原をシリア固有の領土であると主張し、同領土の返還を要求し続けている。イスラエルを除く当事国、および国連のどちらもイスラエルの主張を認めていない。国連安全保障理事会が決議497「イスラエルの（ゴラン高原）併合は国際法に対して無効である」旨を採択し、同地がイスラエルによって不当に併合されたシリア領であるという見解が固定化した。しかし、イスラエル政府は「併合」であると認めていない。
アサド政権崩壊後間もない頃から、イスラエル軍はシリア領内への侵攻・空爆を行い、首都ダマスカス周辺への爆撃を行っている。

### イラクとの関係
隣国イラクをめぐっては、シリア・バアス党とイラク・バアス党の政治対立によって、イラン・イラク戦争ではイラン支持に回り、湾岸戦争ではシリア軍が多国籍軍の一員としてイラクに侵攻するなど、対立の時代が長く続いた。しかし、イラク戦争後アメリカ軍により指名手配された旧イラク・バアス党幹部やイラク国内の混乱から逃れた人々が数多くシリアへ亡命し、受け入れた数は推定120万人に上るとされた。シリア政府が政治亡命したイラク・バアス党員の引き渡しを拒否したことや、イラクで米軍と戦うアル＝カーイダなどのテロリストがシリアを経由してイラク国内に流入したことは、米国政府からの強い非難を引き起こした。イラク治安筋によるとダマスカスとラタキアには、外国人テロリストのイラクへの密入国を仲介する者たちがおり、そのほとんどがイラク・シリア国境付近における密貿易で生計を立てていた者であったという。
アサド政権崩壊後の2025年4月にはムハンマド・シヤーア・スーダーニー首相はシャラア暫定大統領と会談し、相互に主権を尊重することを確認したうえで、シリアがISISと対決姿勢を取ることが重要だと述べている。

### イラン・イスラーム共和国との関係
イラク・バアス党政権との対立関係や、シリアは他のアラブ諸国と異なり非スンナ派政権であることから、イラン・イラク戦争ではシーア派が国民の大多数を占めるイランを支持した背景があり、反米・反イスラエル、欧米西側諸国との対立等で利害が一致し、アサド政権はイランとは盟邦関係にあった。シリア内戦ではイランは一貫してアサド政権を支持しており、資金や物資に留まらず革命防衛隊を援軍として送るなど直接・間接にアサド政権を支援しているため、内戦勃発以降は政治面のほか、経済・軍事面でも一体化を強めつつあった。またベネズエラ、スーダン、キューバなどの反米路線の国との関係を強化していた。2024年のアサド政権の崩壊で、シリアに対するイランの影響力は大きく失墜することとなった。あたってはアメリカとイスラエルの関与であると声明する一方で、「シリアの将来は国民の責任であり、外部の干渉は許されない」「イランとシリアの長い友好関係が今後も継続することが期待される」と述べている。

### トルコ共和国との関係
シリアは隣国トルコ共和国のハタイ県を固有の領土であると主張している。
反アサド派の攻勢が強まると反アサド派支持を明確にし、12月12日にはダマスカスに代理大使を派遣し、トルコは暫定政府に対して最初に外交使節を送り込んだ国となった。2025年2月にはエルドアン大統領とシャラア暫定大統領の会談が行われている。

### ソビエト連邦及びロシアとの関係

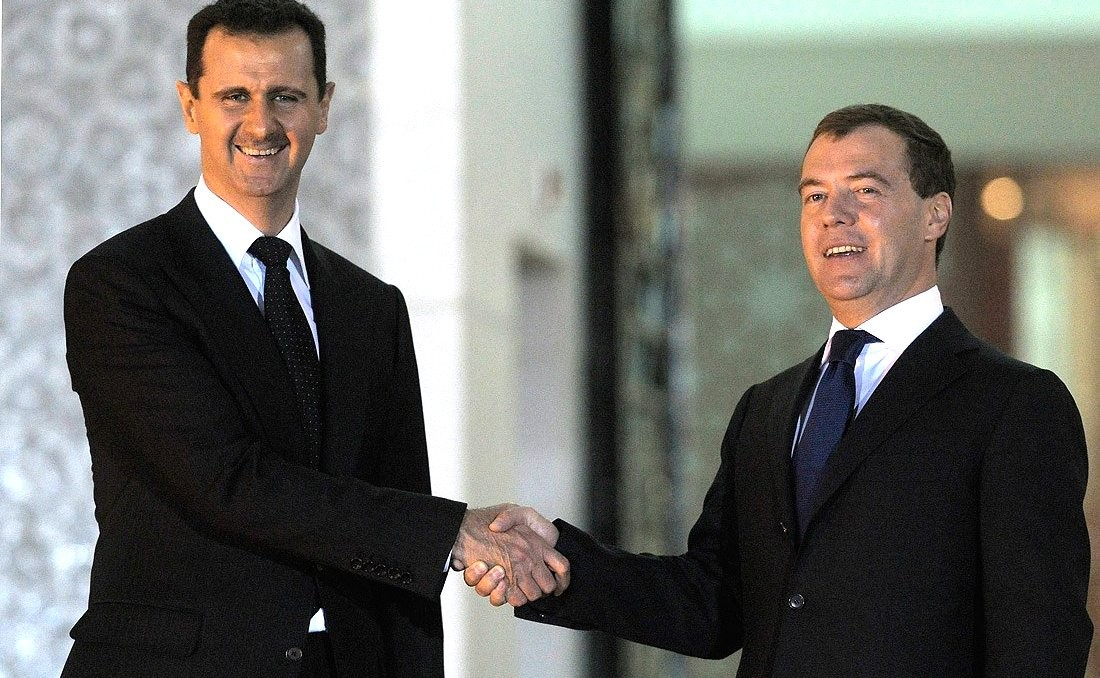
ロシアのメドヴェージェフ大統領（当時）と会談するアサド大統領（2010年）

独立後のシリアは、1957年にソ連との間に経済技術援助協定が締結されたことに始まり、1958年には同じく親ソ路線を掲げていたナセル政権下のエジプトと合併したアラブ連合共和国期、1961年にエジプトとの連合を解消しシリア・アラブ共和国として再独立した後の、1963年3月8日革命以来今日まで続くバアス党政権期を通して、一貫して親ソ・親露路線を外交の基盤としていた。アサド政権はタルトゥース海軍補給処やラタキア近郊のフメイミム空軍基地などを提供しており、これらは中東におけるロシアの重要な拠点である。
2022年ロシアのウクライナ侵攻に対するロシアの兵力・兵器の総動員は、ロシアのアサド政権を支援する軍事介入・兵器援助を不活発なものにし、2023年パレスチナ・イスラエル戦争当事者となったヒズボラも支援が困難となったことと合わせた状況下、シリア解放機構を中心とした反政府勢力が2024年11月27日アサド政権への大規模な攻勢を開始。アレッポを8年ぶりに陥落、12月5日にはハマ、12月7日にはホムスを制圧、12月8日反体制派が首都ダマスカスに入城し、大統領アサドはダマスカスを脱出しアサド政権は事実上崩壊した。後にロシア外務省によって大統領アサドが首都モスクワに亡命した事が明らかになった。暫定政府成立後にはシャラア暫定大統領はロシアとの敬意ある関係を目指すと述べており、「ロシアが我が国との関係を損なうような形でシリアから撤退することを望んでいない」と述べている。

### 南北朝鮮両国との関係
北朝鮮
朝鮮民主主義人民共和国（北朝鮮）とはハーフィズ・アサド政権時代からの伝統的友好国であり、軍事交流や弾道ミサイルなどの北朝鮮製兵器の買い手でもある。共同の核開発計画も行っているとされ、2007年にはイスラエル空軍が核開発施設と見られる建物を爆撃した。
バアス党政権時代のシリアは北朝鮮との友好関係を考慮し、大韓民国（韓国）と国交を有していなかったが、アサド政権崩壊後の2025年に国交正常化を図る方針であることが明らかになった。また、シリア暫定政府は北朝鮮やロシアとの関係を必要最小限度に縮小する方針であることも報じられた。
韓国
シリアは1948年の韓国建国時に国交を樹立したが、アラブ連合共和国から再独立した後は韓国との国交を断絶し、北朝鮮との国交を樹立した。その後も北朝鮮との友好関係を考慮して長らく国交正常化がなされていなかったが、アサド政権崩壊後の2025年に国交正常化を図る方針であることが明らかになった。2025年4月10日、両国は正式に国交を樹立した。

### 中華人民共和国との関係
中華人民共和国（中国）とはハーフィズの時代からの伝統的友好国であり、軍事交流や弾道ミサイルなどの中国製兵器の買い手でもある。1990年代にシリアに小型の原子炉を売却した際はイスラエルやアメリカから懸念された。経済的にはシリアの主要な貿易相手国の一つとされ、2つのシリア最大の産油企業の大株主であり、2011年から国連のシリア非難決議でもロシアとともに拒否権を行使することも多い。
アサド大統領も2004年6月に訪中して中国の胡錦濤国家主席と会談を行うなど、中国との関係を重視していた。シリアは中露主導の上海協力機構への加盟も申請している。
アサド政権の崩壊に際して中国政府は目立った動きを見せず、情勢を注視する姿勢を見せた。12月13日には王毅外相が「シリア和平の早期実現と国民の意向に沿った国家再建計画を支持する。シリアは将来的にいかなるテロや過激勢力にも断固として反対しなければならない」とコメントしている。

### アメリカ合衆国との関係
アメリカ合衆国（米国）は、シリアが1990年の湾岸戦争で対イラク多国籍軍に参加し、1991年にアメリカ合衆国政府が主催した中東和平マドリード会議以後、アメリカ合衆国政府が提案する中東和平プロセスを支持し、アメリカ合衆国政府が主導した国連安保理決議に基づいて2005年にレバノンから軍を撤退させたが、アメリカ合衆国政府はシリアがレバノンに軍を進駐させた1976年当時からシリアを「テロ支援国家」と認定し、2004年以後は経済制裁を実施、2005年以後は在シリア大使を帰国させている。
アラブの春では反体制派を支援し、シリア内戦になると、2013年9月5日にアメリカ合衆国上院外交委員会はシリアの化学兵器使用を理由に軍事行動を承認したが、議会承認なきままアメリカ軍はシリア侵攻の攻撃態勢に入っていた。2014年9月に湾岸諸国とともに空爆が開始されたが、このときの攻撃対象は、内戦下で増長したISILとされた。それでも、安保理決議なしでの空爆は、国際法違反だとされる。
ドナルド・トランプ大統領率いるアメリカ合衆国政府（第1次トランプ政権）は2017年4月、化学兵器使用疑惑を理由に、シリア政府軍を標的とする初のミサイル攻撃が行われた。2018年10月からシリア領内の油田を防衛すると主張し、デリゾール県やハサカ県の油田地帯を中心に違法駐留を開始。2019年10月、トランプ大統領は、エクソンモービルを含む米石油メジャーにシリアで油田操業を担わせる可能性に言及した。これについて、法律やエネルギー業界の専門家からは、戦争犯罪で非倫理的などという批判の声が上がった。米軍駐留はジョー・バイデン政権でも続き、シリアの石油鉱物資源省は2022年2月、国内で生産される原油の80%以上が米国によって盗奪されていると発表した。
バアス党政権崩壊後の2024年12月には、アメリカ政府関係者と暫定政府の間で経済制裁解除に向けた協議が行われた。2025年3月21日、アハマド・シャラア暫定大統領はアメリカとの早期の関係改善を目指す方針であると述べた。第2次トランプ政権に移行したアメリカ政府は内々に制裁解除を検討し、5月13日にはトランプ大統領が制裁を解除する方針であると発表。6月30日には制裁のほとんどを解除するよう命じる大統領令に署名した。

### 日本国との関係
日本とシリアの国交は1953年12月の日本の主権回復より始まっている。シリア内戦中の2012年には在シリア日本国大使館が閉鎖されている。
暫定政府成立後には欧米諸国と足並みをそろえて関係改善に動いており、2025年5月30日には制裁の一部解除をおこなった。

## 地方行政区分
シリアには13の県がある。
1. ダマスカス県

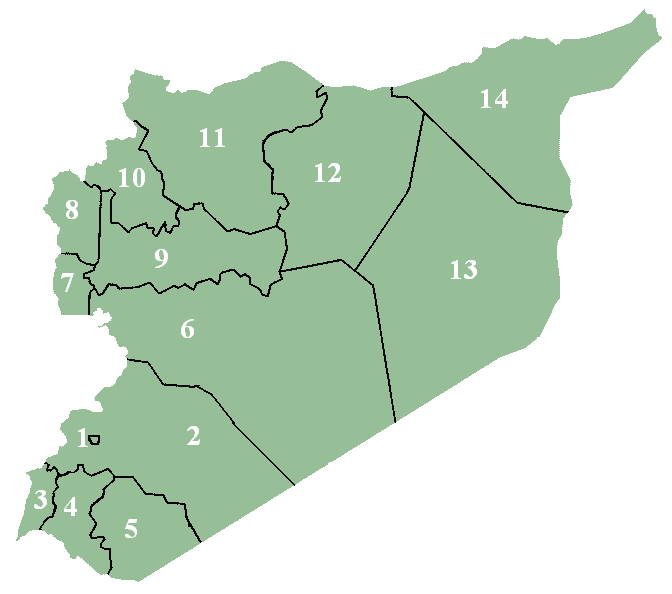
シリアの県

2. リーフ・ディマシュク県(ダマスカス郊外県)
3. クネイトゥラ県 （クネイトゥラ）
4. ダルアー県（ダルアー）
5. スワイダー県 （スワイダー）
6. ホムス県（ホムス）
7. タルトゥース県（タルトゥース）
8. ラタキア県（ラタキア）
9. ハマー県（ハマー）
10. イドリブ県（イドリブ）
11. アレッポ県（アレッポ）
12. ラッカ県（ラッカ）
13. デリゾール県（デリゾール）
14. ハサカ県（ハサカ）

このうち、シリア内戦以降事実上政府の管轄が及んでいないクルド人自治区としてロジャヴァ・クルド人自治区がある。アレッポ県、ラッカ県、ハサカ県の一部にまたがって設立されている。シリア政府による公式な自治は認められていないが、事実上の黙認状態となっておりアサド政権軍との戦闘は起きていなかったが、トルコ政府とは交戦状態となっていた。

## 地理

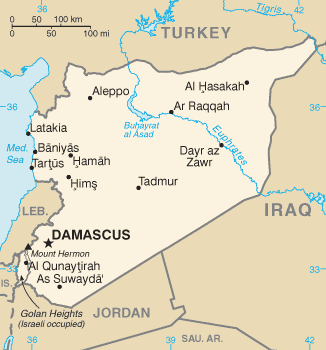
シリアの地図

東地中海に面する一部を除いて、国土は隣国と地続きであり、北部ではトルコと、東部ではイラクと、南部ではヨルダンと、西部ではイスラエルやレバノンとそれぞれ国境を接している。
国土のうち西部の地中海沿岸部には平野が広がっており、南部は肥沃な土地が広がっており、国内農業のほとんどを負担している。北部は半乾燥地帯、中部はアンチレバノン山脈が連なり、山岳地帯が大半であるが、乾燥地帯の延長上には、アラビア半島に続くシリア砂漠がある。国内最高峰はヘルモン山（2814メートル）。国土を北から南にユーフラテス川が、南から北にオロンテス川が流れている。
気候は地中海沿岸部は典型的な地中海性気候（Cs）で、夏季は高温乾燥、冬季は温暖多雨である。内陸部に入るに従い乾燥の度合いが激しくなり（BS）、イラク国境周辺は砂漠気候（BW）となっている。この地域では冬季には氷点下まで下がり、降雪による積雪も見られ、時に数十センチに達する大雪となることもあるなど季節ごとの差が激しい。ダマスカスの年平均気温は5.8℃（1月）、26.5℃（7月）、年降水量は158.5ミリ。

## 経済
IMFの統計によると、内戦が本格化する前の2010年のGDPは600億ドル。1人あたりのGDPでは2807ドルで、中東では低い水準であり、隣国のイラクやヨルダンよりも1000ドル以上低い数値である。シリア内戦後は急落し、2010年から2017年にかけて、GDPは70%以上減少したとされる。
シリアの産業は、バアス党の強力な計画経済により農業、商工業、鉱業ともに偏りがなくバランスが取れた形となっており、石油資源にも恵まれているが、米国による禁輸措置もあり経済は低迷状態が続いていた。2004年時点で政府発表の国内失業率は20%を超えており、中華人民共和国の改革開放を手本として市場経済の導入を計り、外国企業の投資受け入れやインターネット導入を進めていた。しかし2011年に勃発した内戦により経済は深刻な影響を受けており、国連の推定では2014年時点でGDPは40%縮小、国内の労働人口500万人のうち約半数が失業状態にあり、国民の4分の3が貧困状態に陥っていると考えられている。
価格が安価で覚醒剤に似た作用を有することから「貧者の覚醒剤」の異名を持つカプタゴンの生産を2018年に政府管理下に置いて以降、軍の指揮下で生産と輸出が強化されてきた。2024年1月の世界銀行の報告書によると、年間最大で56億ドルに上ったとされ、2023年のシリアのGDP（62億ドル）に匹敵しする規模となっていた。合法的な輸出総額の2倍にあたる年間19億ドルの収益を上がる最大の輸出品目として内戦下のアサド政権を支えてきた一方、輸出先のアラブ諸国の政情不安に繋がるなど各国で社会問題化した。

### 歴史
独立直後の主産業は農業であった。しかし、農業従事者の多くは小作人だったため、生活はほとんど向上しなかった。1960年代になると政権を握ったバアス党は社会主義的政策を採り、土地改革と主要産業の国有化、外国投資により、インフラをはじめとする大規模な開発を成功させた。また、産業の私的部門を推奨する資本主義面も見せた。ただし、情勢の不安定さと中東戦争での敗北により、経済は低迷した。
1970年に政権を掌握したハーフィズ・アル＝アサドは、油田開発と自由化政策を採り、特に73から74年にかけての原油価格の高騰と合わせて経済成長を成功させた。また、より石油資源の豊富なアラブ諸国で働くシリア人からの送金の増加や、アラブ諸国をはじめとする海外からの援助の増加も、シリアの好景気に拍車をかけた。1970年代末には、シリア経済は従来の農業を中心とした経済から、サービス業、工業、商業を中心とした経済へと変化していた。灌漑、電力、水道の整備、道路建設事業、医療サービスや教育の地方への拡大などに巨額の支出が行われ、繁栄に貢献した。しかし、財政と貿易の両面で赤字が拡大し、その財源を海外からの援助や補助金に依存する状態が続いた。また、アラブ・イスラエル紛争の最前線に位置するシリアは、中東政治の影響を受けやすく、増大する国防費をアラブの援助移転とソ連の援助に頼っていた。
1980年代に入ると、第2次オイルショックや干ばつ、在外シリア人からの送金減などにより、減速した。
2000年にハーフィズの息子のバッシャール・アル＝アサドが大統領になると、経済の近代化と自由化が推し進められた。政府の新自由主義的改革は、貿易の活発化と民間部門の活性化に貢献し、安定した経済成長が続いた。一方、格差拡大や公共サービスの低下、汚職の露骨化などを伴い、アラブの春へと繋がる国民不満の増加につながったとされる。
シリア内戦勃発後は、2010年から2017年までマイナス成長となり、GDPは70%以上減少したとされる。ISILが勢力を失い、少し落ち着いた2018年は微増した。2020年に深刻化した隣国レバノンの経済危機や米国の新たな対シリア制裁法が影響し、通貨シリアポンドの価値は対米ドルで1年前の半分以下になり、急激なインフレが起きた。
2021年にNGOワールド・ビジョンが発表した推計では、内戦による経済損失は計1兆2000億ドルに上るとされる。シリア石油鉱物資源省は、東部地域を占領する米国とその側の勢力により、1日平均7万バレルが窃取されていると主張していた。

## 国民

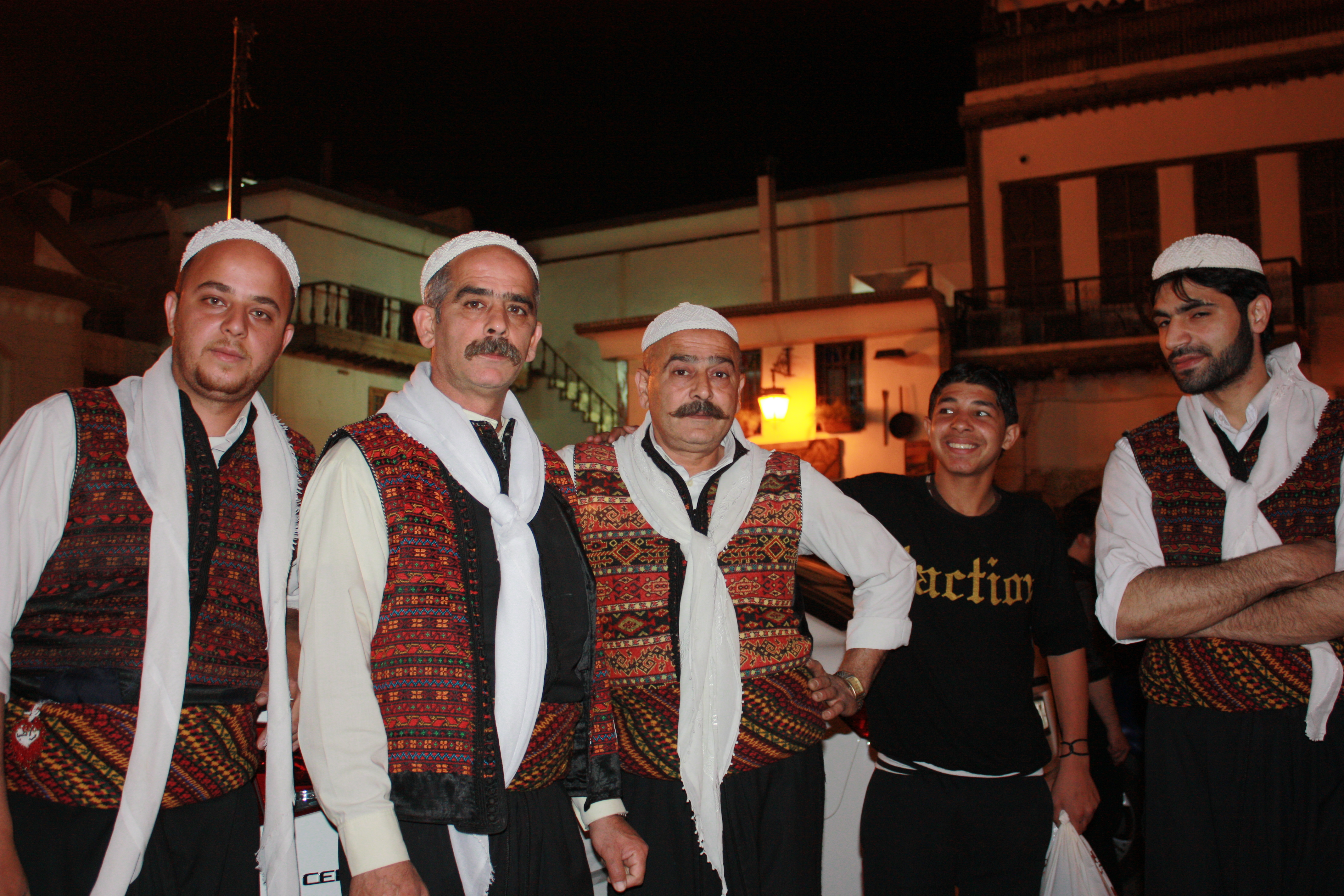
伝統的な衣装に身を包んだダマスカスの市民

人口2,200万人のうち、2015年時点では国内避難民として少なくとも760万人以上が居住地を放棄して国内移動を行っているほか、約400万人が難民として国外へ流出している。シリア難民の最多流出国はトルコ（213万人）、次いでヨルダン（140万人）、レバノン（119万人）となっている。

### 民族
住民は、アラブ人が90%で、クルド人が8%ほど、そのほかにアルメニア人、ギリシャ人などがいる。アラブ人の中にはシリア語を母語とする部族もいるため民族性も多様化している。少数民族としてネストリウス派（アッシリア人）、北コーカサス系民族、南トルコ系民族もいる。

### 言語
言語は現代標準アラビア語が公用語である。そのほかにもアラビア語の方言（レバント方言、イラク方言、ナジュド方言、北メソポタミア・アラビア語）、シリア語（典礼言語として）、クルド語、アルメニア語、アゼルバイジャン語、現代アラム語（アッシリア現代アラム語、現代西アラム語）が使われる。さらにフランス委任統治領時代の影響でフランス語も使われているが、隣国レバノンと異なり一部エリート層の使用に限られるなど通用度は高くない。

### 宗教
| 宗教構成（シリア） | 宗教構成（シリア） | 宗教構成（シリア） | 宗教構成（シリア） | 宗教構成（シリア） |
| ------------------ | ------------------ | ------------------ | ------------------ | ------------------ |
|                    |                    |                    |                    |                    |
| イスラム教諸派     | イスラム教諸派     |                    | 87%                | 87%                |
| キリスト教諸派     | キリスト教諸派     |                    | 12%                | 12%                |

宗教は、イスラム教スンナ派が約70%。他のイスラム教の宗派（アラウィー派、ドゥルーズ派、イスマーイール派、十二イマーム派などがあわせて約20%、これらの少数宗派はすべてシーア派とみなす場合もあるが、アラウィー派とドゥルーズ派をシーア派に含めない場合もある。
系統不明瞭なアラウィー派が現在シーア派の一派として扱われるのは、1973年にシリアの大統領ハーフィズ・アル＝アサドの働きかけにより、レバノンの十二イマーム派のイマームであったムーサー・アッ＝サドルが、アラウィー派をシーア派の一派と看做すファトワーを発したことによる。そして、ドゥルーズ派はイスマーイール派から分派した宗派である。しかし、アラウィー派とドゥルーズ派の教義はグノーシス主義や神秘主義の強い影響を受けており、イスラーム教とさえみなされない場合もあるなど、スンナ派や十二イマーム派からの厳しい異端視に晒されてきた。また、イスマーイール派もオスマン帝国時代に弾圧を受けた。
キリスト教（非カルケドン派のシリア正教会、東方正教会のアンティオキア総主教庁、東方典礼カトリックのマロン典礼カトリック教会など）は約10%である。
そのほかには、アレヴィー派やヤズィード派などの少数宗派があり、アレヴィー派はトルコマン人によって、ヤズィード派はクルド人によって信仰されているが、併せて約1%ほどである。シリア国内の人口比で約8%を占めるクルド人のほとんどはスンナ派を信仰しており、ヤズィード派を信仰するものはごく一部である。
元来、都市部に住む富裕層にはスンナ派が多く、これらの名望家層はオスマン帝国時代から政治エリートとして大きな影響力を誇っていた。第一次世界大戦後、新たな支配者としてシリアを委任統治したフランスはスンナ派有力者たちの影響力を押さえ、統治を円滑化するために少数宗派を優遇し、スンナ派以外の諸宗派に政治や軍事への門戸を開いた。また、同じスンナ派であっても都市部の有力者達は相互に姻戚関係で結びつき、その特権意識から農村部に住む人々や貧困層を「大衆」と呼んで蔑むなど、大きな格差が存在していた。都市部に住むスンナ派エリート層によって政治から排除されてきた人々は、シリア独立後、バアス党や共産党などの左派政党の政治運動へ支持・共鳴を示した。左派政治組織の支持拡大に対して、保守的な人々はムスリム同胞団との結びつきを強めた。

### 婚姻
イスラム教徒の女性は婚姻時に改姓することはない（夫婦別姓）一方、改姓する女性もいる。

### 教育
シリアの教育は小学校6年間、中学校3年間、高等学校3年間の6・3・3制で小学校の6年間が義務教育であり、生徒の80％がイスラム教徒のため男女共学の高校は存在しないとされる。

## 交通

### 鉄道
シリア国鉄が運行されており、路線総延長は2423キロに及び、アラブ諸国の中では数少ない鉄道網が整備されている国である。ダマスカス鉄道駅からトルコのイスタンブールへの直通列車も運行されていた。しかしながら2012年以降は内戦で運行停止状態となっている。

### 航空
ダマスカス国際空港、アレッポ国際空港、バーセル・アル＝アサド国際空港などの国際空港があり、シリア・アラブ航空によって運航されている。

## 治安
アサド政権崩壊後、ダマスカス等は暫定政府・移行政府による統治が行われているが、西部地域では軍事衝突が続いている。

## 文化
シリアは古代より文明が栄えた土地のため、また各文明の交流地点のため高度な文化が発達しており、国内の各地にアッシリア帝国時代の遺跡が点在する。また、西洋風の町並や服装も浸透している。さらに反米および反イスラエル国家であるが、首都・ダマスカスにはケンタッキーの店舗が存在する。

### 世界遺産

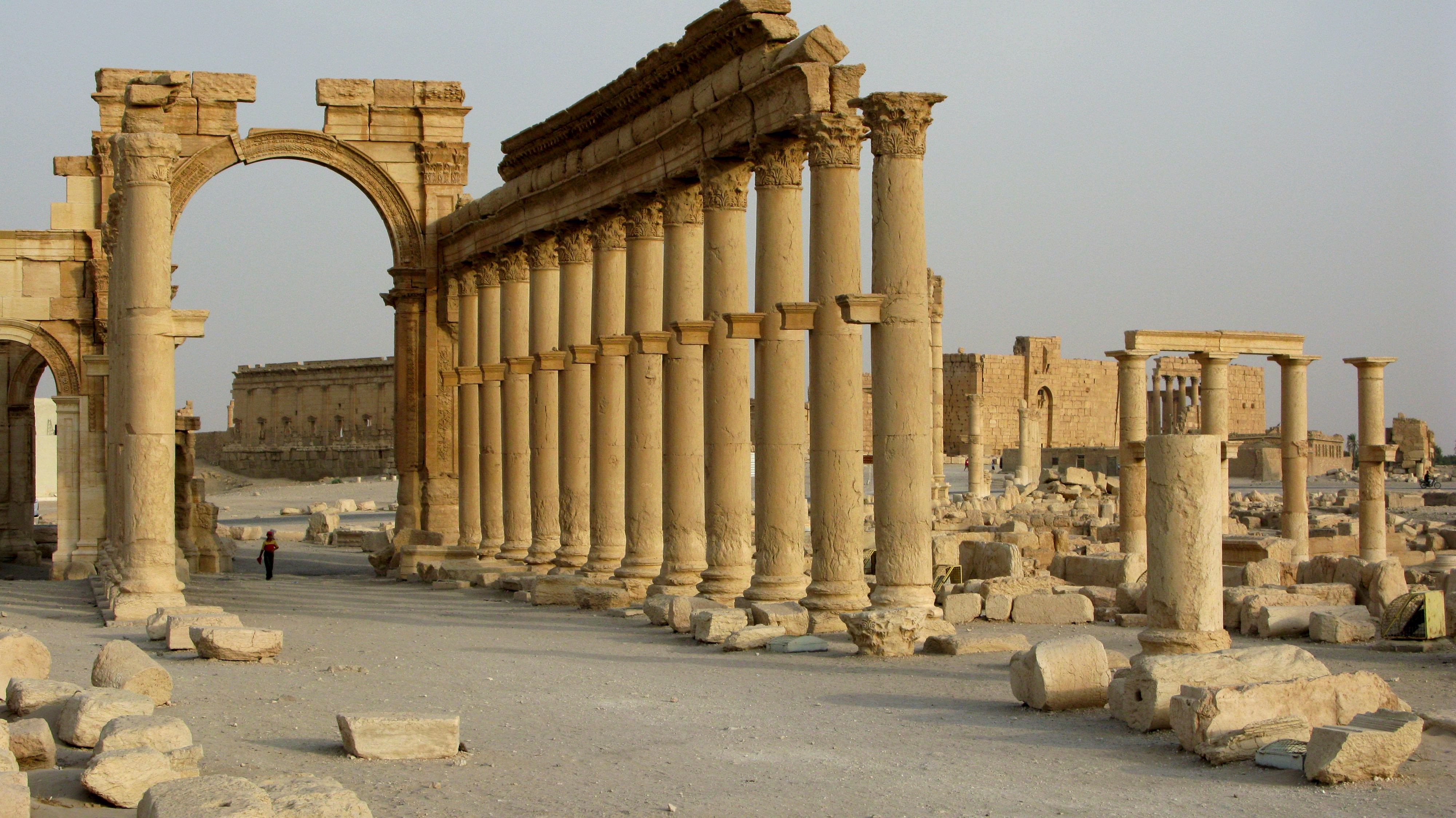
世界遺産のパルミラ遺跡

シリア国内には、ユネスコの世界遺産リストに登録された文化遺産が6件存在する。
- 古都ダマスクス
- パルミラの遺跡
- 古代都市ボスラ
- 古都アレッポ
- クラック・デ・シュヴァリエとカラット・サラーフ・アッディーン
- シリア北部の古代村落群

### 祝祭日
暫定政府・移行政府は公式な祝祭日を定めていないが、2024年のクリスマスにおいては12月25日と26日を公式の休日としている。
| 日付     | 日本語表記               | 現地語表記              | 備考                                                                                    |
| -------- | ------------------------ | ----------------------- | --------------------------------------------------------------------------------------- |
| 1月1日   | 元日                     | عيد راس السنة الميلادية |                                                                                         |
| 3月21日  | 母の日                   | عيد الأم                |                                                                                         |
| 4月17日  | 独立記念日               | عيد الجلاء              | フランス軍のシリア完全撤退の日を祝う                                                    |
|          | グレゴリオ暦のイースター | عيد الفصح غريغوري       | 新暦のイースター。移動祝日                                                              |
|          | ユリウス暦のイースター   | عيد الفصح اليوليوسي     | 移動祝日                                                                                |
| 5月1日   | メーデー                 | عيد العمال              |                                                                                         |
| 5月6日   | 殉国者の日               | عيد الشهداء             | 1916年、オスマン帝国のアフメト・ジェマル・パシャが シリア民族主義者多数を処刑した記念日 |
| 10月6日  | 10月解放戦争記念日       | حرب تشرين التحريرية     | 第四次中東戦争の開戦記念日                                                              |
| 12月25日 | クリスマス               | عيد الميلاد المجيد      |                                                                                         |
|          | 犠牲祭                   | عيد الأضحى              | 移動祝日                                                                                |
|          | 断食明け大祭             | عيد الفطر               | 移動祝日                                                                                |
|          | 預言者生誕祭             | المولد النبوي           | 移動祝日                                                                                |

### スポーツ
サッカー
シリア国内ではサッカーが最も人気のスポーツとなっており、1966年にプロサッカーリーグのシリア・プレミアリーグが創設された。リーグ開始以降アル・ジャイシュSCが圧倒的な強さを誇っており、5連覇を含むリーグ最多17度の優勝を達成している。
シリアサッカー協会（SFA）によって構成されるサッカーシリア代表は、これまでFIFAワールドカップへの出場経験はない。AFCアジアカップには7度出場しており、2023年大会ではベスト16の成績を収めた。
オリンピック
シリアはオリンピックには1948年ロンドン五輪で初参加した。それ以降は中東戦争などの影響で参加と不参加が続いたが、1980年モスクワ五輪以降は参加を続けている。しかし冬季オリンピックへの参加経験はない。2021年東京五輪では、ウエイトリフティング男子109kg超級でマン・アサードが、シリア選手として4大会ぶりのメダルを獲得した。